# Болдін Іван Васильович
Іван Васильович Болдін (3 (15) серпня 1892 , Висока, Пензенська губернія  — 28 березня 1965 , Київ ) — радянський воєначальник, у роки німецько-радянської війни командувач 50-ї армії. Генерал-полковник (1944). Член ЦК КП(б)У в 1940—1949 роках.

## Біографія
Народився в селі Висока (зараз в межах Мордовської республіки РФ) у селянській родині. У дитинстві і в юності жив у рідному селі, працював в селянському господарстві.
На військову службу в Російську імператорську армію покликаний у липні 1914 року. Закінчив полкову навчальну команду, потім брав участь у Першій світовій війні в чині старшого унтер-офіцера. У 1917 році обирався членом полкового і дивізійного комітету.
Після демобілізації в листопаді 1917 року повернувся на батьківщину. У 1918—1919 роках голова Пісарського виккому, член Пензенського губвиконкому.
У РСЧА з жовтня 1919 року. Брав участь в Громадянській війні в Росії, командир роти в Карелії, в Прибалтиці, потім проти польських військ на Західному фронті. З квітня 1920 року командував батальйоном, а з серпня 1920 року — 52-м стрілецьким полком 6-ї стрілецької дивізії.
З жовтня 1921 року на навчанні, в 1923 році закінчив курси «Постріл». З серпня 1923 року — начальник військ ЧОП Курської губернії, з листопада 1923 року — командир 251-го стрілецького полку (Тула), з листопада 1924 року — командир-воєнком Окремого Московського стрілецького полку (Москва), з жовтня 1926 року — помічник командира 19-ї стрілецької дивізії (Воронеж).
У 1926 році закінчив курси удосконалення вищого командного складу при Військовій академії ім. Фрунзе. Член ВКП(б) з 1926 року.
З травня 1930 року — викладач у Військово-політичній академії РККА. З серпня 1930 року — начальник і військовий комісар Об'єднаної школи перепідготовки начскладу оборонної промисловості СРСР (Ленінград). У період з квітня 1931 по грудень 1934 року був командиром і військкомом 53-ї пугачовської стрілецької дивізії в Приволзькому військовому окрузі (Саратов), потім вступив до Військової академії імені М. В. Фрунзе (навчався в Особливою групі).
З квітня 1937 року — командир 18-ї стрілецької дивізії. У 1938 році — командир 17-го стрілецького корпусу. З серпня 1938 року — командувач військами щойно створеного Калінінського військового округу. 7 жовтня 1938 року затверджений членом Військової ради при народному комісарі оборони СРСР.
У 1939 році І. В. Болдін командував кінно-механізованою групою під час вторгнення радянських військ до Польщі. Цією групою були взяті міста Новогрудок, Слонім, Вовковиськ, Гродно, Білосток, Барановичі.
Після участі в інспекційній поїздці в Латвію був призначений командувачем військами Одеського військового округу.
У червні 1940 року з метою приєднання Бессарабії до СРСР було утворено Південний фронт, у складі якого була сформована 9-та армія під командуванням генерал-лейтенанта Болдіна. Після завершення Бессарабсько-буковинського походу армія була розформована і Болдін І. В. знову став командувачем військами округу. У вересні 1940 року переведений в Західний Особливий військовий округ на посаду заступника командувача військами. З січня 1941 року — 1-й заступник командувача військами Західного ОВО.
Початок німецько-радянської війни зустрів на тій же посаді.
Наприкінці червня 1941 року отримав наказ організувати контрудар по німецьких військах силами кінно-механізованої групи (КМГ), до складу якої були включені чотири танкових і дві моторизовані дивізії, кавалерійський корпус, а також окремий гаубичний полк, із завданням оточити і знищити переважаючими силами противника в районі Гродно-Меркіне. Незважаючи на значну перевагу в силах і засобах КМГ Болдіна з поставленими завданнями не впоралася, сама незабаром була оточена та розгромлена в районі Білостока, а через місяць І. В. Болдін вийшов із залишками військ з оточення.
З жовтня 1941 року — командувач 19-ї армії, а з листопада 1941 по лютий 1945 року — командувач 50-ї армїю. Відзначився під час оборони Тули в жовтні-грудні 1941 року. Потім з різним ступенем успіху керував військами армії в Тульській, Калузькій, Ржевско-Вяземський 1942 року, Ржевско-Вяземський 1943 року, Орловської, Смоленської, Брянської, Гомельсько-Речицької, Білоруської наступальних операціях.
Знятий з посади командарма командуючим фронтом К. К. Рокоссовским у ході Східно-Прусської наступальної операції в лютому 1945 року за незадовільну організацію розвідки: не виявив відхід противника і провів багатогодинну артилерійську підготовку в смузі армії по пустому місцю. При цьому генерал Болдін протягом двох діб доповідав у штаб фронту, що веде з противником рішучий бій.
У квітні 1945 року Болдін був призначений заступником командувача 3-го Українського фронту, брав участь в завершальних боях на території Австрії.
Після війни Болдін командував 8-ю гвардійською армією (з 1946 року), військами Східно-Сибірського військового округу (з березня 1951 по квітень 1953), був 1-м заступником командувача військ Київського військового округу та начальником Київського гарнізону (з жовтня 1953 по травень 1958 року).
З 1958 року — в Групі генеральних інспекторів Міністерства оборони СРСР.
Помер 28 березня 1965 році в Києві. Похований на Байковому кладовищі.

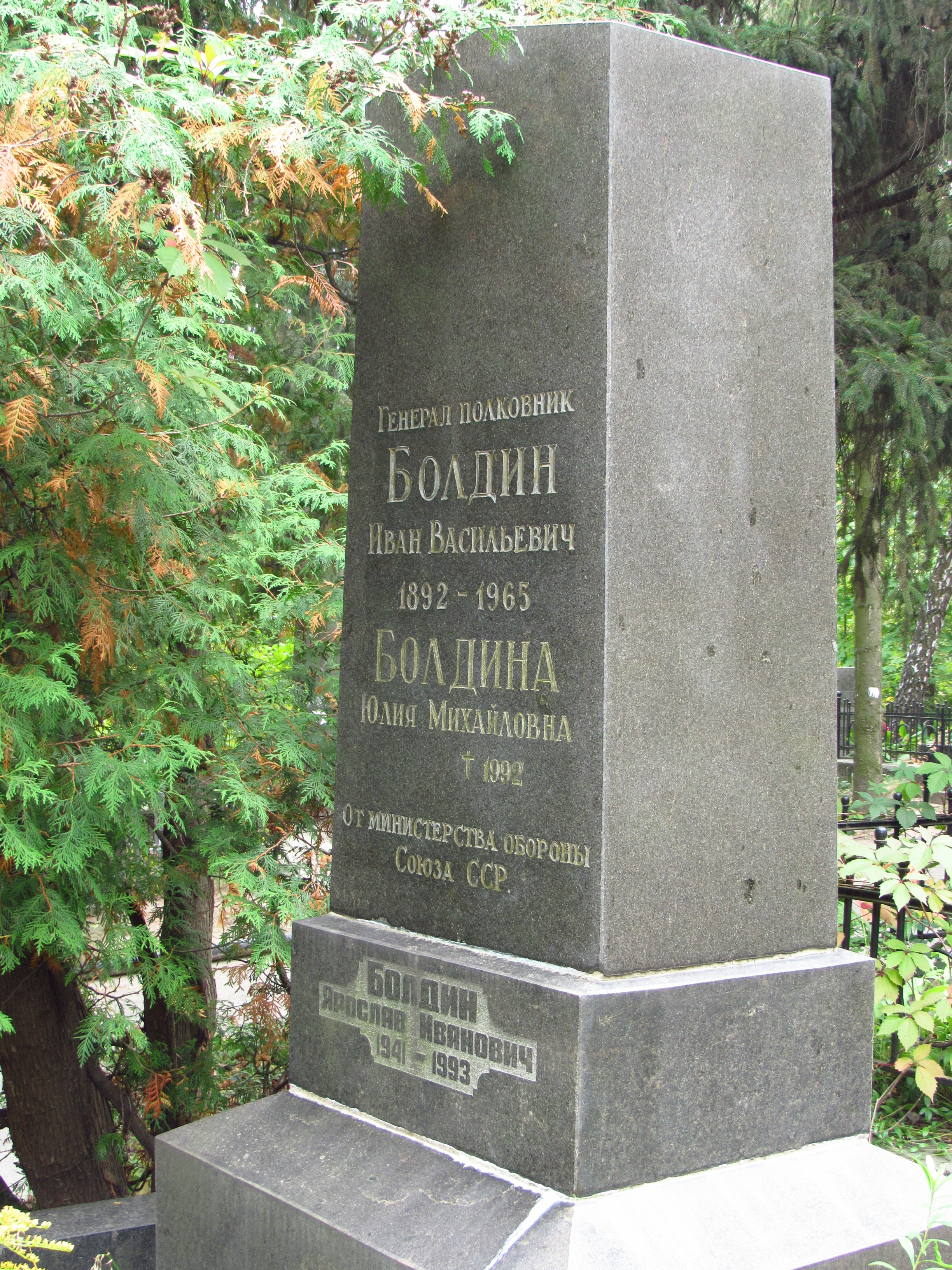
Могила І. В. Болдіна

### Військові звання
- комбриг (17.02.1936);
- комдив (17.02.1938);
- комкор (09.02.1939);
- командарм 2-го рангу (07.12.1939);
- генерал-лейтенант (04.06.1940);
- генерал-полковник (15.07.1944).

## Вшанування пам'яті
У рідному селі в Мордовії, яке за станом на кінець 2022 рік — закинуте, встановлено пам'ятник уродженцю села Болдіну І.В.

## Мемуари
- Болдин И. В. Страницы жизни[недоступне посилання з червня 2019]. — М.: Воениздат, 1961